# Paris Baguette

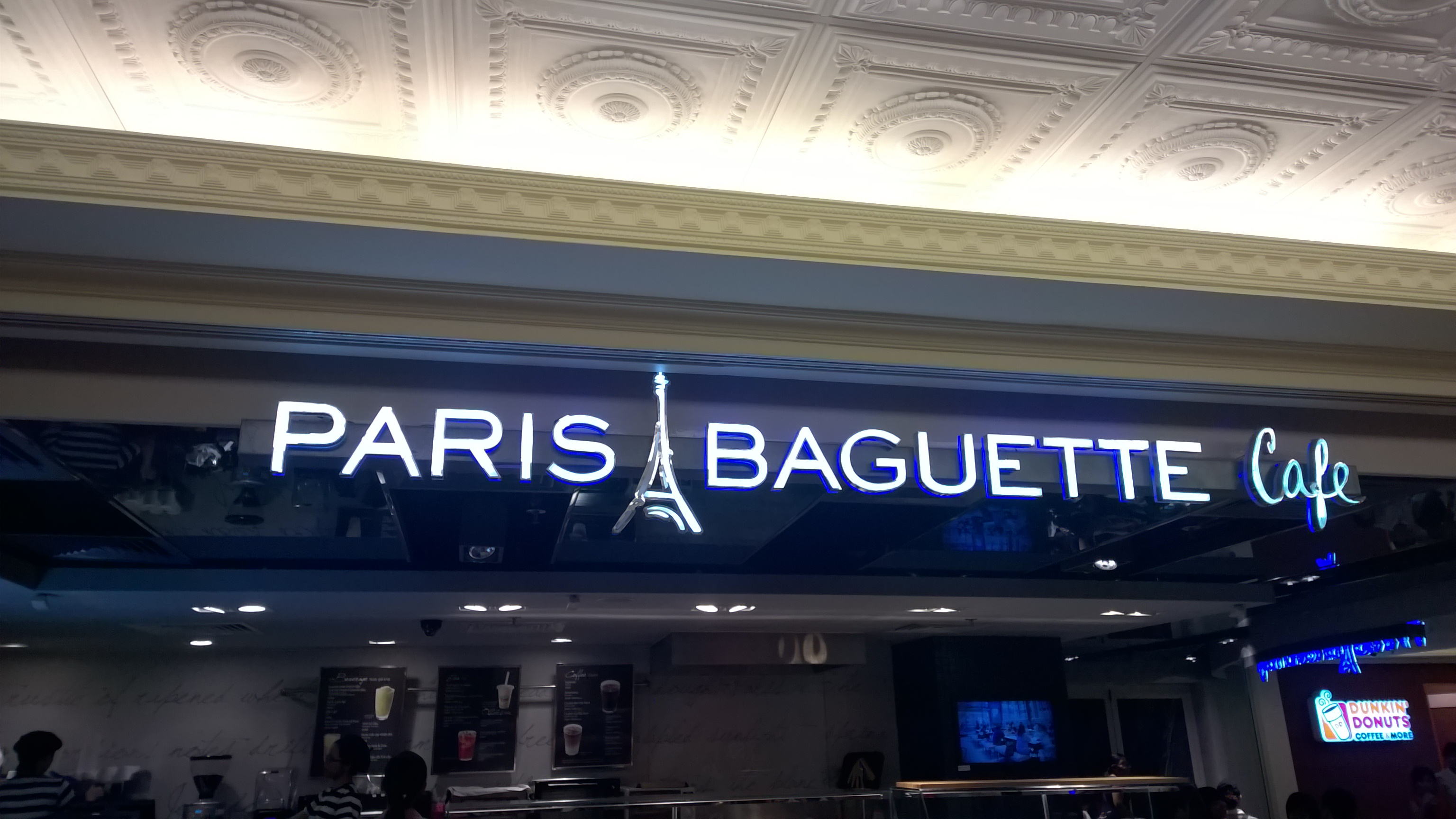
Один з закладів мережі Paris Baguette.

Paris Baguette — це південнокорейська багатонаціональна мережа пекарень-кафе, що належить групі SPC зі штаб-квартирою в Сеулі. Перше кафе було відкрито у 1986 році у Гванхвамуні, Сеул.
Заснований у 1988 році франчайзинговий бренд Paris Baguette перетворився на пекарню № 1 у Кореї у 2004 році, що сьогодні має дочірні компанії у Сполучених Штатах, В'єтнамі, Сінгапурі, тощо.